# فرو دلاوگا
فرو دلاوِگا (به فرانسوی: Fréro Delavega) یک دوئت موسیقی فرانسوی متشکل از جرمی فرو و فلورین دلاوگا بود.
فرو دلاوگا پس از شرکت در نسخه فرانسوی مسابقه د ویس از محبوبیت برخوردار شد و اولین آهنگ رسمی آنها به نام "Sweet Darling" تبدیل به ۲۰ آهنگ برتر در فرانسه شد.
اولین آلبوم آنها - که همنام دوئت است-به صدر جدول آلبوم‌های فرانسوی راه یافت.

## زندگی‌نامه اعضا

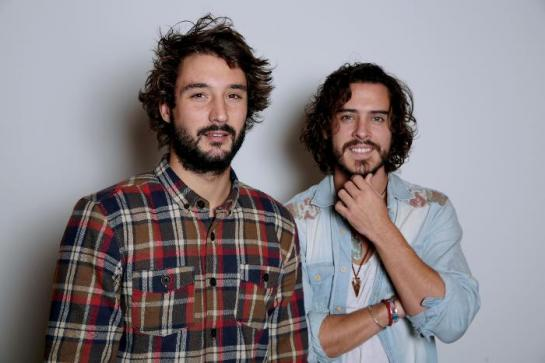
گروه موسیقی

### فلورین دلاوگا
او فارغ‌التحصیل رشته علوم فعالیت بدنی و ورزشی (از دانشگاه علوم فرانسه (STAPS) است. او پس از اخذ مدرک، به عنوان استاد تربیت بدنی در کالج تولوز-لاترک در لانگون و کالج ژان-طی در بوندی مشغول تدریس شد. بعدها تدریس را رها کرد و به موسیقی روی آورد.
از سال ۲۰۱۱، او با خواننده آرژانتینی، ناتالیا دوکو در رابطه بوده‌است. 
در ژانویه ۲۰۱۸، این زوج صاحب اولین فرزند (پسر) خود شدند.

### جرمی فرو
وی نواختن گیتار را در سن ۱۷ سالگی آغاز کرد. او فارغ‌التحصیل در رشته علوم فعالیت بدنی و ورزشی (در دانشگاه علوم فرانسه (STAPS))است.
او یک ورزشکار با اشتیاقی بود که در رشته‌های موج سواری، راگبی و جودو مهارت داشت و در رشته آموزش معلمی در تربیت بدنی تحصیل کرد.
اما او ترجیح داد که تمام وقت مشغول به تدریس نباشد، تا بتواند زمانی را به موسیقی اختصاص دهد.
هنگامی که او به عنوان دستیار آموزشی در کالج 'la Grange aux Belles' پاریس مشغول به تدریس بود، در مسابقه دِ ویس فرانسه شرکت کرد.
در سال ۲۰۱۸، فرو آلبوم انفرادی خود به نام 'Matriochka'را منتشر کرد.
دو تک آهنگ به نام‌های "Revoir" و "Tu donnes" از آلبوم منتشر شد.
این آلبوم و هر دو تک آهنگ وارد چارت‌های فرانسه و بلژیک شدند.
این آلبوم در چارت آلبوم‌های فرانسوی SNEP به رتبه ۱۲ و در چارت‌های فرانکوفن بلژیک به رتبه ۲۹ رسید.
در فوریه ۲۰۲۱، او دومین آلبوم خود 'Meilleure vie' را نیز منتشر کرد.
او از سال ۲۰۱۵ با شناگر فرانسوی، لور مندو در رابطه بود. این زوج در ژوئیه ۲۰۱۷ صاحب فرزند شدند. فرو از رابطه قبلی خود یک پسر به نام لو دارد.سرانجام جرمی و لور در ۱۲ مه ۲۰۱۸ رسماً ازدواج کردند.

## ترانه‌شناسی

### آلبوم‌ها
| سال  | آلبوم                      | جایگاه در چارت | جایگاه در چارت | جایگاه در چارت | جایگاه در چارت | گواهینامه‌ها       |
| سال  | آلبوم                      | FR             | BEL (Fl)       | BEL (Wa)       | SWI            | گواهینامه‌ها       |
| ---- | -------------------------- | -------------- | -------------- | -------------- | -------------- | ----------------- |
| ۲۰۱۴ | Fréro Delavega             | ۱              | ۱۹۸            | ۳              | ۵۰             | - FR: Diamond     |
| ۲۰۱۵ | Des ombres et des lumières | ۴              | —              | ۸              | ۱۷             | - FR: 3x Platinum |

سایر

- ۲۰۱۴: Fréro Delavega (Deluxe Limited Edition)

### ئی پی
- ۲۰۱۳: Onde sensuelle

### تک آهنگ‌ها
| سال  | سینگل                  | جایگاه در چارت | جایگاه در چارت | گواهینامه‌ها | آلبوم                      |
| سال  | سینگل                  | FR             | BEL (Wa)       | گواهینامه‌ها | آلبوم                      |
| ---- | ---------------------- | -------------- | -------------- | ----------- | -------------------------- |
| ۲۰۱۴ | "Sweet Darling"        | ۱۸             | ۲۴             |             | Fréro Delavega             |
| ۲۰۱۴ | "Il y a"               | ۳۰             | –              |             | Fréro Delavega             |
| ۲۰۱۴ | "Le chant des sirènes" | ۹              | ۱۴             | FR: gold    | Fréro Delavega             |
| ۲۰۱۴ | "Caroline"             | ۱۰۷            | –              |             | Fréro Delavega             |
| ۲۰۱۴ | "Mon petit pays"       | ۴۴             | ۳۵             |             | Fréro Delavega             |
| ۲۰۱۵ | "Ton visage"           | ۱۲             | ۲۱             |             | Des ombres et des lumières |
| ۲۰۱۶ | "Autour de moi"        | ۶۱             | ۱۳             |             | Des ombres et des lumières |
| ۲۰۱۶ | "Le cœur éléphant"     | ۴۲             | ۱۰             |             | Des ombres et des lumières |
| ۲۰۱۶ | "À l'équilibre"        | –              | ۴۰             |             | Des ombres et des lumières |

### آلبوم‌ها
| سال  | عنوان         | جایگاه | جایگاه   | جایگاه |
| سال  | عنوان         | FR     | BEL (Wa) | SWI    |
| ---- | ------------- | ------ | -------- | ------ |
| ۲۰۱۸ | Matriochka    | ۱۲     | ۲۹       | ۵۵     |
| ۲۰۲۱ | Meilleure vie | ۲۹     | —        | —      |

### تک آهنگ‌ها
| سال  | عنوان      | جایگاه در چارت | جایگاه در چارت | آلبوم        |
| سال  | عنوان      | FR             | BEL (Wa)       | آلبوم        |
| ---- | ---------- | -------------- | -------------- | ------------ |
| ۲۰۱۸ | "Revoir"   | ۸۹             | ۱۱* (Ultratip) | Matriochka   |
| ۲۰۱۹ | "Tu donne" | ۱۳۹            | ۳* (Ultratip)  | Matriochka   |
| ۲۰۲۰ | "Un homme" | ۸۶             | –              | Meilleur vie |